# Meandro de Ranillas
El meandro de Ranillas es un paraje del término municipal de Zaragoza (Aragón) situado en la margen izquierda del río Ebro, en el barrio ACTUR - Rey Fernando, en el distrito Margen izquierda.
Se trata de una amplia llanura de unas 150 hectáreas de suelo rústico que fue tradicionalmente utilizado como huerta y albergaba también un interesante soto o bosque de ribera. Actualmente se extiende el Parque del Agua, pero también otros terrenos ribereños inundables con una extensión total aproximada de 120 hectáreas. El meandro es muy llamativo para parte de la población por la gran cantidad de vida animal, en su mayoría patos y gallinetas. 
En 2008 el meandro de Ranillas adquirió renombre cuando fue elegido por el Ayuntamiento de Zaragoza para ubicar allí el recinto de Expo Zaragoza 2008: Agua y desarrollo sostenible y realizar diversas obras anejas como el Parque Metropolitano del Agua.
Además, recibe ahora tres puentes que unen la ciudad en ambas márgenes del Ebro: Pasarela del Voluntariado, Pabellón-Puente y Puente del Tercer Milenio, la Torre del Agua (actualmente uno de los edificios más altos de Zaragoza) y el Palacio de Congresos.
Actualmente se está discutiendo el uso de los terrenos que dejará la Expo tras su finalización; una parte se ha destinado a parque de oficinas. Los ressorts, las instalaciones deportivas, los spas,  las cafeterías y otros locales de ocio, distribuidos por el parque y la rivera mantienen la zona muy animada y concurrida.

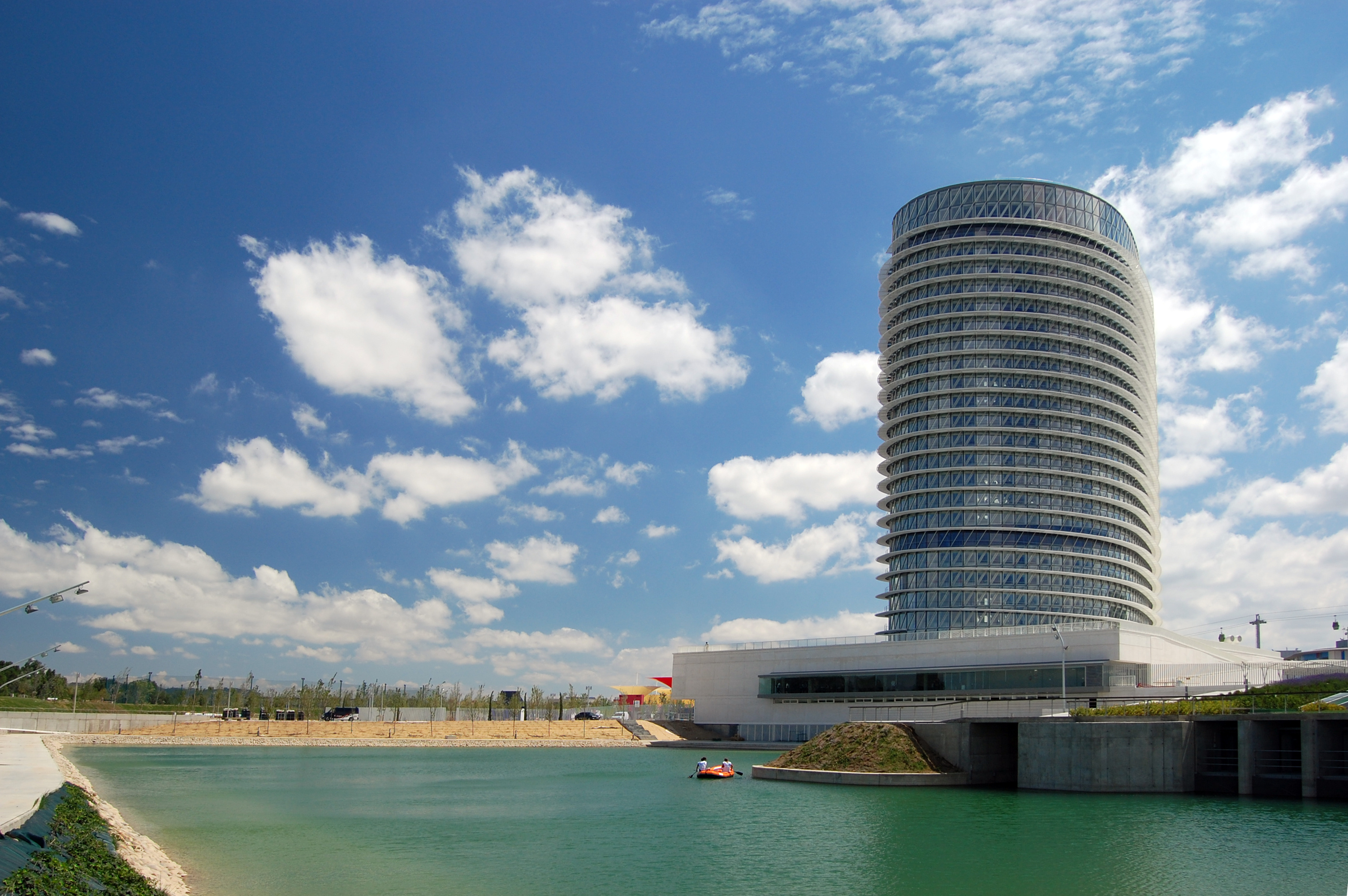
Parque Metropolitano del Agua en Ranillas.

- Datos: Q11199781